# بوغي لوكين
بوغي أبراهامسون لوكين (بالإنجليزية: Bogi Abrahamson Løkin)‏ (مواليد 22 أكتوبر 1988) لاعب كرة قدم فاروي دولي يجيد اللعب في خط الهجوم . يلعب حاليا لصالح نادي ستيوا بوخارست الروماني منذ 2009 .

## مسيرته الكروية
لعب بوغي لوكين خلال مسيرته الاحترافية مع 3 أندية في أحد عشر موسمًا وسجل خلالها 31 هدفًا ضمن 180 مباراة. حيث فاز في موسم واحد بالكأس وفي موسم واحد بالدوري.
خاض بوغي لوكين مسيرته مع نادي رونافيك في موسم 2005 في المرة الأولى ليلعب معه أربعة مواسم ثم في عامي 2010-2012 ولمدة موسمين ثم ما بين عامي 2017 و2018 لمدة موسم واحد، مشاركًا طوالها في 125 مباراة سجل خلالها 26 هدفًا. ثم انتقل إلى نادي بولدكلوبن فرم في موسم 2009–10 لمدة موسم واحد، حيث شارك في 9 مباريات ولم يسجل أي هدف. لينتقل بعدها إلى نادي إتروتارفيلاخ فوغلافيوردر في موسم 2011 واستمر معه طيلة ثلاثة مواسم، مشاركًا في 46 مباراة سجل خلالها 5 أهداف.

## روابط خارجية
- بوغي لوكين على موقع قاعدة بيانات كرة القدم.إي يو (الإنجليزية)
- بوغي لوكين على موقع ناشيونال فوتبول تيمز (الإنجليزية)
- بوغي لوكين على موقع Soccerway.com (الإنجليزية)
- بوغي لوكين على موقع عالم كرة القدم.نت (الإنجليزية)